# Maurice Desfassiaux
Henri Maurice Desfassiaux (* 1. Februar 1886 in Paris; † 22. Dezember 1956 in Deuil-la-Barre) war ein französischer Kameramann.

## Leben und Wirken
Der gebürtige Pariser erlernte bei der Produktionsfirma Pathé sein Handwerk von der Pike auf und begann seine aktive Tätigkeit als Kameraassistent. Rasch stieg er zum Chefkameramann auf und fotografierte in dieser Funktion bereits vor dem Ersten Weltkrieg kurze Stummfilme, zumeist Inszenierungen des Filmpioniers Henri Andréani. Der Kriegsausbruch 1914 unterbrach seine Arbeit, und er wurde eingezogen. 
Desfassiauxs künstlerisch herausforderndsten Jahre wurden die 1920er, als mit einer Reihe namhafter Filmemacher kooperierte, die avantgardistische und experimentelle Wege in der Filmkunst einschlugen. Desfassiaux stand bei mehreren Frühwerken später gefeierter Filmemacher wie René Clair, Jean Renoir, Jean Epstein und Jacques Feyder hinter der Kamera. Obwohl in den 1930er Jahren weiterhin aktiv, verlor Maurice Desfassiaux bereits zu Beginn des Tonfilmzeitalters rasch an Bedeutung. Infolge der Besetzung seiner Heimat durch die Wehrmacht 1940 konnte der Pariser in seinem erlernten Beruf nicht mehr arbeiten.

## Filmografie
- 1912: Les rivaux d’Arnheim
- 1913: La fille de Jephté
- 1913: Les cinq sous de Lavarède
- 1914: L’homme qui assassina
- 1914: Les enfants d’Édouard
- 1920: Poucette
- 1921: Die drei Musketiere, vier Teile (Les trois mousquetaires)
- 1922: Vingt ans après
- 1924: Ich bin der Mörder (J’ai tué)
- 1925: Paris schläft (Paris qui dort)
- 1925: L’affiche
- 1925: Heimweh nach der Gasse (Gribiche)
- 1926: Carmen
- 1927: Und abends … ins Maxim (Le chasseur de chez Maxim’s)
- 1928: Der Florentiner Hut (Un chapeau de paille d’Italie)
- 1928: Le tournoi dans la cité
- 1929: Die neuen Herren (Les nouveaux messieurs)
- 1929: Cagliostro (Cagliostro)
- 1930: Paris la nuit
- 1931: Le disparu de l’ascenseur
- 1931: Ma tante d’honfleur
- 1932: La bonne aventure
- 1932: Claire de lune
- 1933: Miquette et sa mère
- 1935: La grande vie
- 1937: Arsène Lupin détective
- 1937: La fessée
- 1938: La vierge folle
- 1939: Das Glück (La comédie du bonheur)